# Emily Post

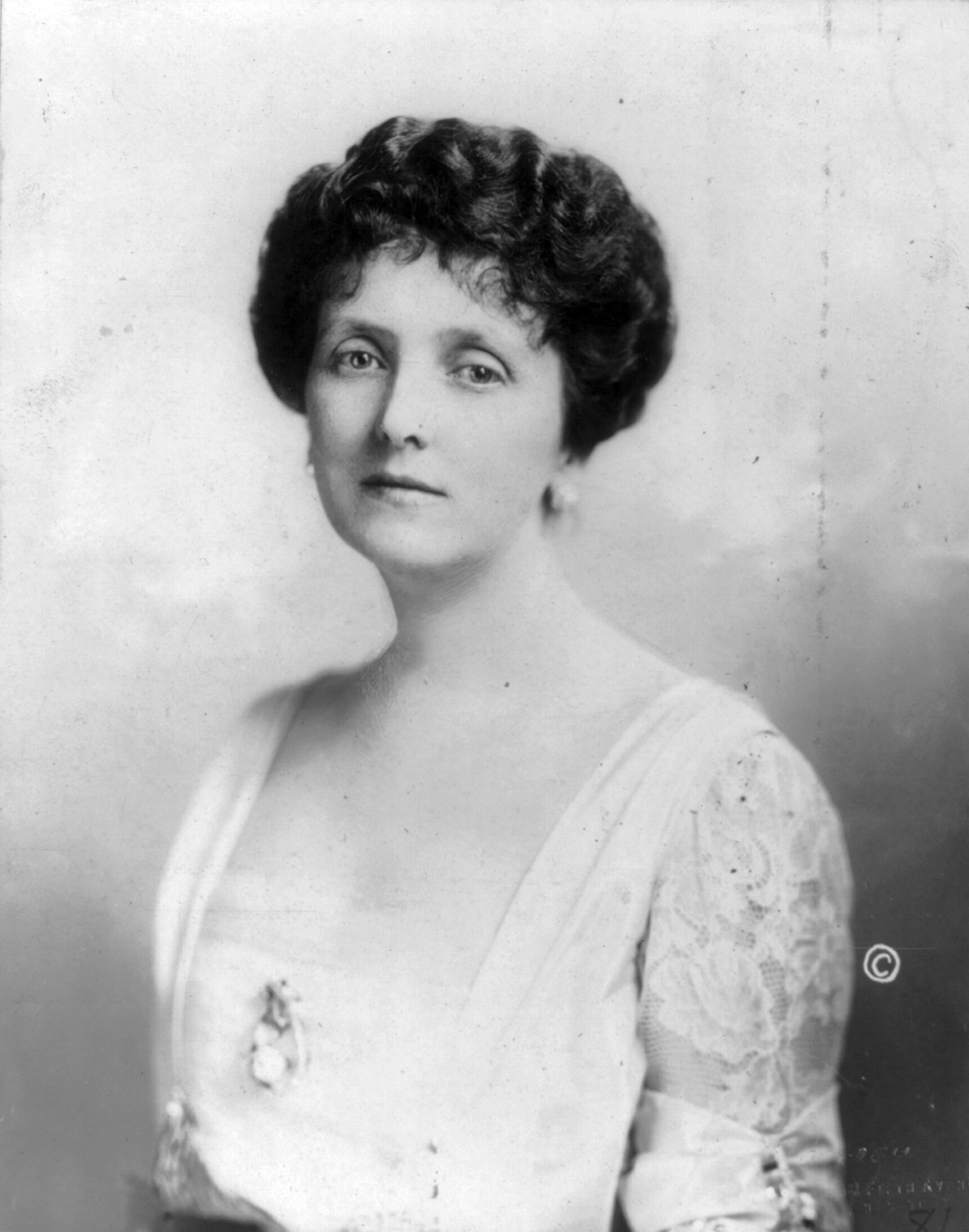
Emily Post (1912)

Emily Post (* wahrscheinlich am 27. Oktober 1872 als Emily Price in Baltimore; † 25. September 1960 in New York City) war eine US-amerikanische Autorin, die durch Veröffentlichungen zur Etikette bekannt wurde.

## Leben

### Jugend
Emily Price wurde in Baltimore (Maryland) geboren, wobei das Geburtsdatum umstritten ist und allgemein mit dem 27. Oktober 1872 angegeben wird. Ihr Vater war der Architekt Bruce Price; ihre Mutter Josephine Price, geborene Lee, stammte aus Wilkes-Barre in Pennsylvania. Nachdem sie zunächst zu Hause erzogen worden war, besuchte sie nach dem Umzug der Familie nach New York ein dortiges Mädchenpensionat, wo sie Benimmunterricht erhielt. Emily wird in dieser Zeit als „groß, hübsch und verwöhnt“ beschrieben, deren Leben von sorgfältig geplanten Ritualen geprägt war.

### Heirat
Auf einem Ball in einer Villa in der Fifth Avenue traf sie ihren zukünftigen Ehemann Edwin Main Post, einen stadtbekannten Bankier. Nach ihrer Hochzeit im Jahr 1892 und einer Reise durch Europa lebte das Paar am Washington Square Park. Im Tuxedo Park bewohnten sie ein Landhaus, welches von ihrem Vater entworfen worden war. Später zog das Paar nach Staten Island, wo die zwei Söhne Edwin Main Post Jr. (* 1893) und Bruce Proce Post (* 1895) geboren wurden.
Emily ließ sich 1905 von ihrem Ehemann scheiden, weil er Beziehungen zu jungen Frauen unterhielt, was ihn zum Ziel von Erpressungen machte.

### Karriere

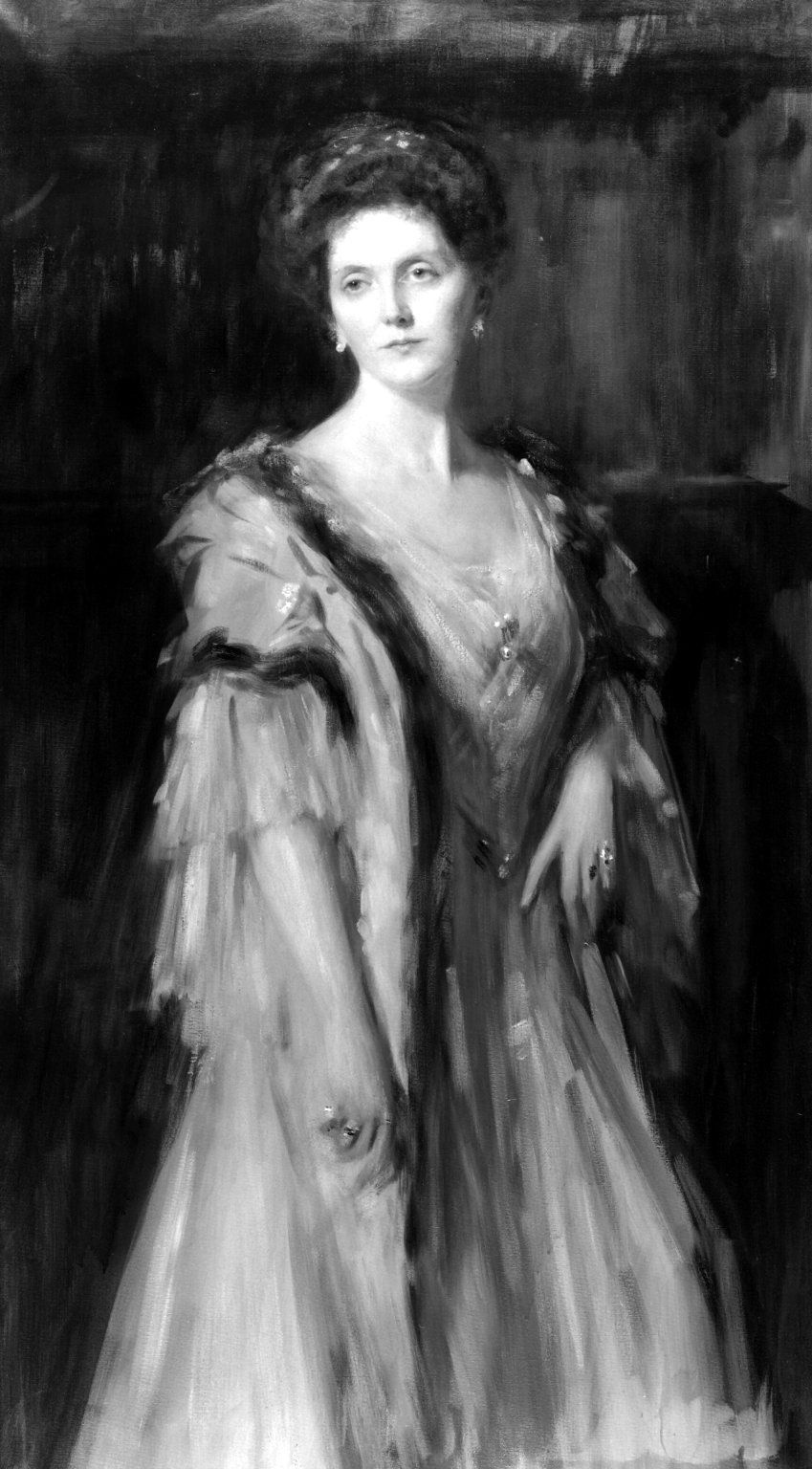
Gemälde von 1906

Nachdem die beiden Söhne Internatsschulen besuchten, begann Emily Price mit dem Schreiben. Sie veröffentlichte Artikel zur Architektur und Innenarchitektur sowie Geschichten und Serien für Magazine wie Harper’s, Scribner's und The Century. In den 1900er Jahren schrieb sie fünf Romane: Flight of A Moth (1904), Purple und Fine Linen (1905), Woven in Tapestry (1908), The Title Market (1909) und The Eagle's Feather (1910). Im Jahr 1916 veröffentlichte sie den Roadtrip-Roman By Motor to the Golden Gate, der auf einer Reise basiert, die sie mit ihrem Sohn Edwin und weiteren Teilnehmern von New York nach San Francisco unternahm.
Den Durchbruch als Autorin brachte ihr Benimmbuch Etiquette in Society, in Business, in Politics, and at Home, das sie 1922 veröffentlichte. Das Buch wurde ein Bestseller und blieb jahrzehntelang mit aktualisierten Auflagen populär.
Ab 1931 hatte sie eigene Radiosendungen und schrieb Kolumnen über Fragen des „guten Geschmacks“.
1946 gründete Post das Emily Post Institute, das ihre Arbeit fortsetzt.
Emily Post verstarb 1960 im Alter von 87 Jahren in ihrem New Yorker Apartment.

## Bedeutung
Emily Post steht in den USA synonym für Etikette und gute Manieren. Im Jahr 1950 bezeichnete das Magazin Pageant sie nach Eleanor Roosevelt als einflussreichste Frau Amerikas. Ihre Nachkommen veröffentlichen bis in die Gegenwart Bücher zu Benimmfragen.

## Werke
- 1904: Flight of the Moth
- 1906: Purple and Fine Linen
- 1908: Woven in the Tapestry
- 1909: The Title Market
- 1910: The Eagle's Feather
- 1922: Etiquette